# Альмог Коен
Альмог Коен (івр. אלמוג כהן, нар. 1 вересня 1988, Беер-Шева) — ізраїльський футболіст, півзахисник клубу «Інгольштадт 04».
Виступав, зокрема, за клуби «Маккабі» (Нетанья) та «Нюрнберг», а також національну збірну Ізраїлю.

## Клубна кар'єра
Народився 1 вересня 1988 року в місті Беер-Шева.
У дорослому футболі дебютував 2006 року виступами за команду клубу «Маккабі» (Нетанья), в якій провів чотири сезони, взявши участь у 89 матчах чемпіонату. Більшість часу, проведеного у складі «Маккабі», був основним гравцем команди.
Своєю грою за цю команду привернув увагу представників тренерського штабу клубу «Нюрнберг», до складу якого приєднався 2010 року. Відіграв за нюрнберзький клуб наступні три сезони своєї ігрової кар'єри.
2013 року на правах оренди захищав кольори команди клубу «Хапоель» (Тель-Авів).
У тому ж році приєднався до «Інгольштадт 04». Станом на 12 травня 2018 року відіграв за інгольштадтський клуб 105 матчів в національному чемпіонаті.

## Виступи за збірні
Протягом 2007–2010 років залучався до складу молодіжної збірної Ізраїлю. На молодіжному рівні зіграв у 17 офіційних матчах.
У 2010 році дебютував в офіційних матчах у складі національної збірної Ізраїлю.
| Дата       | Місто         | Господарі   | Результат | Гості    | Турнір            | Голи | Примітки |
| ---------- | ------------- | ----------- | --------- | -------- | ----------------- | ---- | -------- |
| 02-09-2010 | Тель-Авів-Яфо | Ізраїль     | 3 – 1     | Мальта   | Відбір до ЧЄ 2012 | -    |          |
| 07-09-2010 | Тбілісі       | Грузія      | 0 – 0     | Ізраїль  | Відбір до ЧЄ 2012 | -    |          |
| 09-10-2010 | Тель-Авів-Яфо | Ізраїль     | 1 – 2     | Хорватія | Відбір до ЧЄ 2012 | -    |          |
| 12-10-2010 | Пірей         | Греція      | 2 – 1     | Ізраїль  | Відбір до ЧЄ 2012 | -    |          |
| 17-11-2010 | Тель-Авів-Яфо | Ізраїль     | 3 – 2     | Ісландія | товариський матч  | -    | 70'      |
| 09-02-2011 | Тель-Авів-Яфо | Ізраїль     | 0 – 2     | Сербія   | товариський матч  | -    | 46'      |
| 04-06-2011 | Рига          | Латвія      | 1 – 2     | Ізраїль  | Відбір до ЧЄ 2012 | -    |          |
| 10-08-2011 | Каруж         | Кот-д'Івуар | 4 – 3     | Ізраїль  | товариський матч  | -    |          |
| 02-09-2011 | Тель-Авів-Яфо | Ізраїль     | 0 – 1     | Греція   | Відбір до ЧЄ 2012 | -    | 38' 61'  |
| 11-10-2011 | Аттард        | Мальта      | 0 – 2     | Ізраїль  | Відбір до ЧЄ 2012 | -    | 49'      |
| 29-02-2012 | Петах-Тіква   | Ізраїль     | 2 – 3     | Україна  | товариський матч  | -    | 74'      |
| 11-09-2012 | Тель-Авів-Яфо | Ізраїль     | 0 – 4     | Росія    | Відбір до ЧС 2014 | -    | 46'      |
| 23-03-2016 | Осієк         | Хорватія    | 2 – 0     | Ізраїль  | товариський матч  | -    | 61' 46'  |
| Усього     |               | Матчів      | 13        |          | Голів             | 0    |          |